# سوارکاری در المپیک تابستانی
سوارکاری در بازی‌های المپیک تابستانی نام رویدادهای ورزش سوارکاری در بازی‌های المپیک تابستانی است که هر چهار سال یک بار برگزار می‌شود.

## جدول مدال‌ها
| رتبه  | کشور                      | طلا | نقره | برنز | مجموع |
| ۱     | آلمان (GER)               | ۲۳  | ۱۱   | ۱۲   | ۴۶    |
| ۲     | سوئد (SWE)                | ۱۷  | ۱۱   | ۱۴   | ۴۲    |
| ۳     | فرانسه (FRA)              | ۱۲  | ۱۲   | ۱۰   | ۳۴    |
| ۴     | ایالات متحده آمریکا (USA) | ۱۱  | ۲۰   | ۱۸   | ۴۹    |
| ۵     | آلمان غربی (FRG)          | ۱۱  | ۵    | ۹    | ۲۵    |
| ۶     | هلند (NED)                | ۱۰  | ۱۳   | ۳    | ۲۶    |
| ۷     | بریتانیای کبیر (GBR)      | ۹   | ۱۰   | ۱۳   | ۳۲    |
| ۸     | ایتالیا (ITA)             | ۷   | ۹    | ۷    | ۲۳    |
| ۹     | اتحاد شوروی (URS)         | ۶   | ۵    | ۴    | ۱۵    |
| ۱۰    | استرالیا (AUS)            | ۶   | ۳    | ۲    | ۱۱    |
| ۱۱    | سوئیس (SUI)               | ۵   | ۱۰   | ۸    | ۲۳    |
| ۱۲    | تیم متحد آلمان (EUA)      | ۵   | ۵    | ۴    | ۱۴    |
| ۱۳    | بلژیک (BEL)               | ۴   | ۲    | ۶    | ۱۲    |
| ۱۴    | نیوزیلند (NZL)            | ۳   | ۲    | ۴    | ۹     |
| ۱۵    | کانادا (CAN)              | ۲   | ۲    | ۲    | ۶     |
| ۱۶    | مکزیک (MEX)               | ۲   | ۱    | ۴    | ۷     |
| ۱۷    | لهستان (POL)              | ۱   | ۳    | ۲    | ۶     |
| ۱۸    | اسپانیا (ESP)             | ۱   | ۲    | ۱    | ۴     |
| ۱۹    | اتریش (AUT)               | ۱   | ۱    | ۱    | ۳     |
| ۲۰    | برزیل (BRA)               | ۱   | ۰    | ۲    | ۳     |
| ۲۱    | ژاپن (JPN)                | ۱   | ۰    | ۰    | ۱     |
| ۲۱    | چکسلواکی (TCH)            | ۱   | ۰    | ۰    | ۱     |
| ۲۳    | دانمارک (DEN)             | ۰   | ۴    | ۲    | ۶     |
| ۲۴    | شیلی (CHI)                | ۰   | ۲    | ۰    | ۲     |
| ۲۵    | رومانی (ROU)              | ۰   | ۱    | ۱    | ۲     |
| ۲۶    | آرژانتین (ARG)            | ۰   | ۱    | ۰    | ۱     |
| ۲۶    | بلغارستان (BUL)           | ۰   | ۱    | ۰    | ۱     |
| ۲۶    | نروژ (NOR)                | ۰   | ۱    | ۰    | ۱     |
| ۲۹    | پرتغال (POR)              | ۰   | ۰    | ۳    | ۳     |
| ۳۰    | عربستان سعودی (KSA)       | ۰   | ۰    | ۲    | ۲     |
| ۳۱    | مجارستان (HUN)            | ۰   | ۰    | ۱    | ۱     |
| ۳۱    | ایرلند (IRL)              | ۰   | ۰    | ۱    | ۱     |
| مجموع | مجموع                     | ۱۳۹ | ۱۳۷  | ۱۳۷  | ۴۱۳   |